# Demografia do Chipre

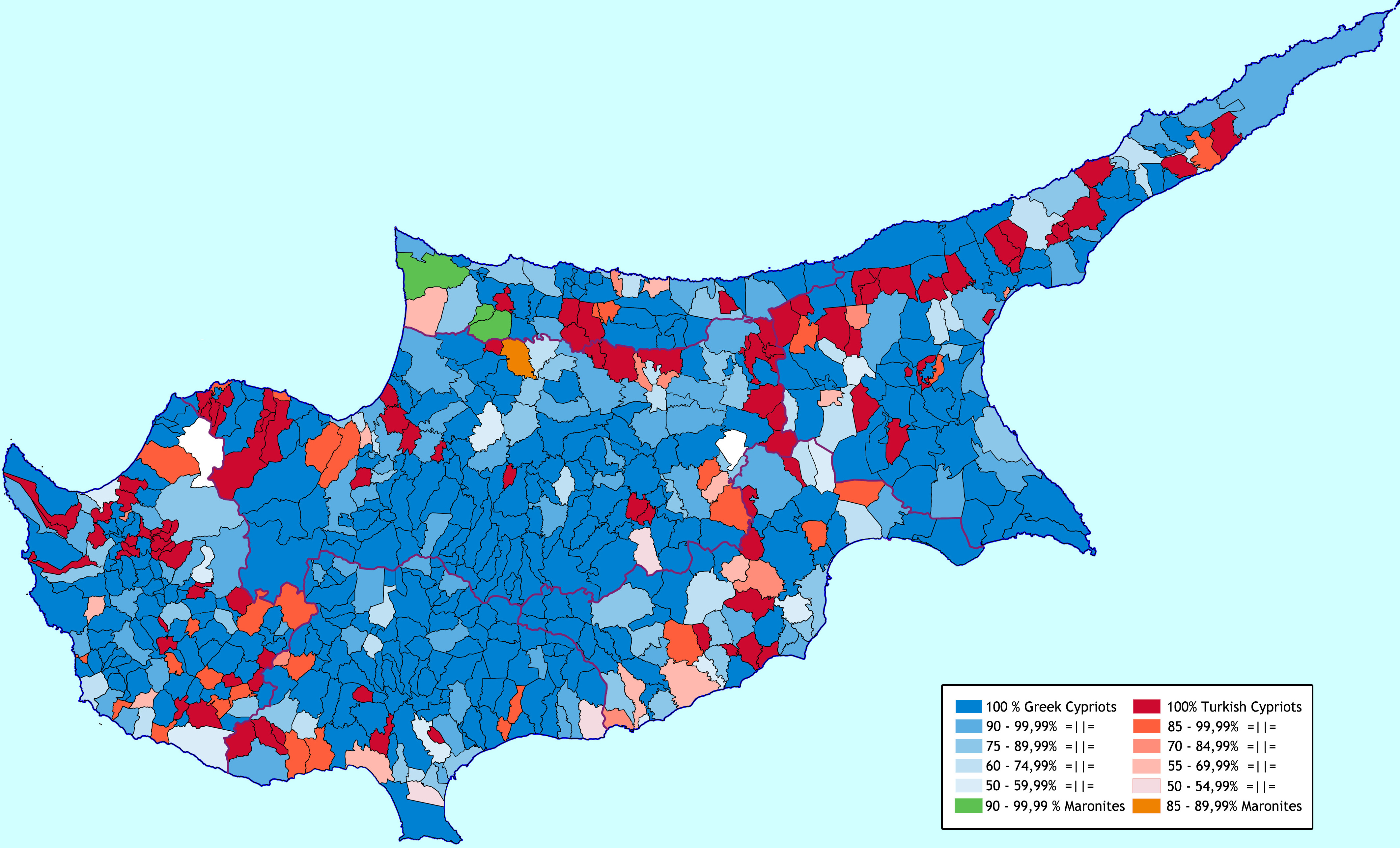
Distribuição da população por etnia (censo de 1960)

A população do Chipre é dividida em duas comunidades étnicas principais, cipriotas gregos e cipriotas turcos, que compartilham muitos traços culturais, mas mantêm identidades distintas com base na etnia, religião, idioma e laços estreitos com a Grécia e a Turquia, respectivamente. Antes do início da disputa em 1964, os povos do Chipre (então 77,1% cipriotas de língua grega, 18,2% cipriotas de língua turca, <5% de outras comunidades, principalmente armênios, maronitas e outros libaneses) estavam dispersos por toda a ilha.
A invasão turca do Chipre em 1974 dividiu de fato a ilha em duas áreas políticas: 99,5% dos cipriotas gregos vivem agora nas áreas livres da República do Chipre, enquanto 98,7% dos cipriotas turcos vivem nas áreas do norte do Chipre, autoproclamadas como outro estado não reconhecido por nenhum outro país além da Turquia (99,2% de outras nacionalidades vivem nas áreas cipriotas gregas no centro, oeste, leste e sul). O grego e o dialeto cipriota são predominantemente falados no leste, oeste, sul e centro, onde a maioria é de cipriotas gregos, e o turco no norte, onde a maioria é de cipriotas turcos. O inglês é amplamente usado em toda a ilha, como idioma comum.
A população total do Chipre no final de 2006 era de pouco mais de 1 milhão de habitantes, sendo 789.300 no território controlado pelo governo da República do Chipre e 294.406 nas áreas ao norte do país. A população das áreas do norte de Chipre aumentou após a imigração de 150.000 a 160.000 turcos do continente, que a ONU confirmou terem chegado ilegalmente. Com base nisso, o governo da República do Chipre não inclui esse grupo nas estatísticas populacionais do Serviço de Estatística da República do Chipre.

## População
838.897 na área controlada pela República do Chipre (resultado preliminar do censo de outubro de 2011)
294.906 no norte do Chipre (censo populacional de 2011)
1.133.803 população total do Chipre (soma da população na área controlada pelo governo e no norte do Chipre, dados de 2011)

### População por cidadania
Área controlada pelo governo da República do Chipre:
Censo de 1992: 95,8% cipriotas, 4,2% não cipriotas,
Censo de 2001: 90,6% cipriotas, 9,4% não cipriotas
Censo de 2011: 78,6% cipriotas, 21,4% não cipriotas (preliminar)
Áreas do norte de Chipre:
Censo de 2006 (população de fato): 66,7% NC, 29,3% Turquia, 4,0% outros

## Estatísticas vitais

### Chipre (1901-1990)
Dados históricos sobre os principais indicadores demográficos de 1901 a 1990, para toda a ilha:

População de Chipre (toda a ilha) 1901-2015.

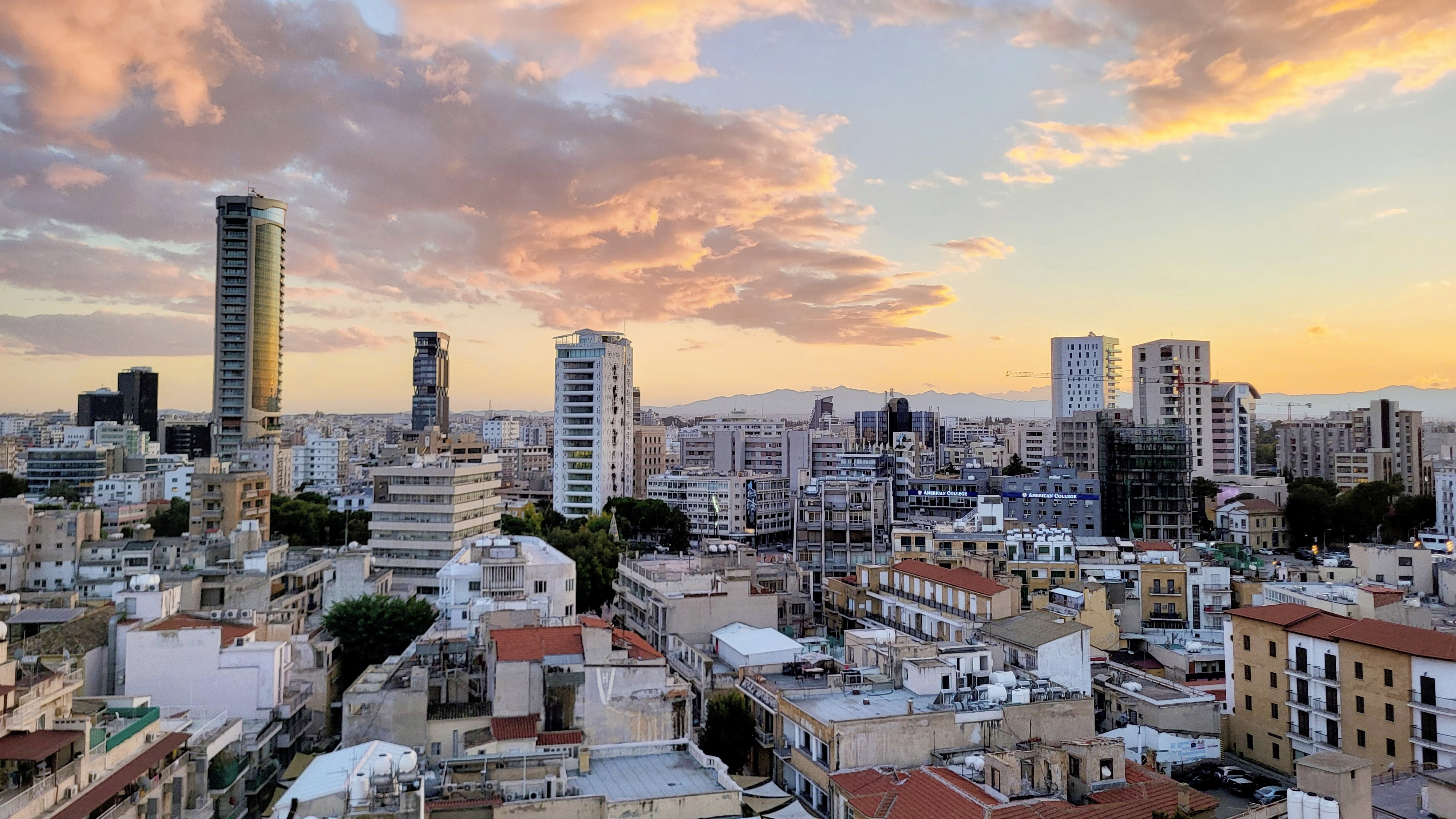
Horizonte urbano de Nicósia

| Ano  | População total | Nascidos vivos1 | Mortes1 | Crescimento natural | Taxa bruta de natalidade (por 1.000) | Taxa bruta de mortalidade (por 1.000) | Crescimento natural (por 1000) |
| ---- | --------------- | --------------- | ------- | ------------------- | ------------------------------------ | ------------------------------------- | ------------------------------ |
| 1901 | 238.000         | 7.300           | 4.300   | 3.000               | 30,6                                 | 18,1                                  | 12,5                           |
| 1902 | 241.000         | 6.700           | 3.500   | 3.200               | 28,0                                 | 14,6                                  | 13,4                           |
| 1903 | 245.000         | 7.000           | 3.600   | 3.400               | 28,6                                 | 14,6                                  | 14,0                           |
| 1904 | 249.000         | 7.600           | 3.700   | 3.900               | 30,4                                 | 14,8                                  | 15,6                           |
| 1905 | 253.000         | 7.500           | 4.500   | 3.000               | 29,6                                 | 17,7                                  | 11,9                           |
| 1906 | 257.000         | 7.900           | 4.100   | 3.800               | 30,7                                 | 15,8                                  | 14,9                           |
| 1907 | 260.000         | 8.200           | 4.600   | 3.600               | 31,4                                 | 17,7                                  | 13,7                           |
| 1908 | 264.000         | 8.700           | 5.200   | 3.500               | 32,9                                 | 19,7                                  | 13,2                           |
| 1909 | 268.000         | 8.000           | 4.500   | 3.500               | 29,8                                 | 16,9                                  | 12,9                           |
| 1910 | 271.000         | 8.700           | 4.100   | 4.600               | 32,1                                 | 15,2                                  | 16,9                           |
| 1911 | 275.000         | 8.700           | 4.500   | 4.200               | 31,6                                 | 16,2                                  | 15,4                           |
| 1912 | 279.000         | 8.000           | 4.900   | 3.100               | 28,5                                 | 17,7                                  | 10,8                           |
| 1913 | 283.000         | 8.700           | 5.300   | 3.400               | 30,7                                 | 18,8                                  | 11,9                           |
| 1914 | 287.000         | 9.500           | 5.100   | 4.400               | 33,1                                 | 17,6                                  | 15,5                           |
| 1915 | 291.000         | 10.000          | 5.800   | 4.200               | 34,3                                 | 19,8                                  | 14,5                           |
| 1916 | 294.000         | 5.900           | 5.300   | 600                 | 20,0                                 | 17,9                                  | 2,1                            |
| 1917 | 297.000         | 8.800           | 5.400   | 3.400               | 29,5                                 | 18,2                                  | 11,3                           |
| 1918 | 301.000         | 9.900           | 6.900   | 3.000               | 32,9                                 | 22,9                                  | 10,0                           |
| 1919 | 305.000         | 8.900           | 5.200   | 3.700               | 29,2                                 | 17,2                                  | 12,0                           |
| 1920 | 309.000         | 9.100           | 7.400   | 1.700               | 29,5                                 | 23,9                                  | 5,6                            |
| 1921 | 312.000         | 8.400           | 6.200   | 2.200               | 26,8                                 | 20,0                                  | 6,8                            |
| 1922 | 315.000         | 9.000           | 6.200   | 2.800               | 28,6                                 | 19,6                                  | 9,0                            |
| 1923 | 318.000         | 8.100           | 5.700   | 2.400               | 25,5                                 | 18,0                                  | 7,5                            |
| 1924 | 322.000         | 8.800           | 5.600   | 3.200               | 27,3                                 | 17,4                                  | 9,9                            |
| 1925 | 326.000         | 8.300           | 4.700   | 3.600               | 25,6                                 | 14,4                                  | 11,2                           |
| 1926 | 330.000         | 8.500           | 5.600   | 2.900               | 25,9                                 | 17,1                                  | 8,8                            |
| 1927 | 333.000         | 8.400           | 5.200   | 3.200               | 25,2                                 | 15,6                                  | 9,6                            |
| 1928 | 337.000         | 9.700           | 5.100   | 4.600               | 28,9                                 | 15,2                                  | 13,7                           |
| 1929 | 341.000         | 10.400          | 4.600   | 5.800               | 30,4                                 | 13,5                                  | 16,9                           |
| 1930 | 345.000         | 11.100          | 5.700   | 5.400               | 32,1                                 | 16,4                                  | 15,7                           |
| 1931 | 349.000         | 10.500          | 5.900   | 4.600               | 30,2                                 | 17,0                                  | 13,2                           |
| 1932 | 352.000         | 10.100          | 5.740   | 4.360               | 28,7                                 | 16,3                                  | 12,4                           |
| 1933 | 356.000         | 9.750           | 4.910   | 4.840               | 27,4                                 | 13,8                                  | 13,6                           |
| 1934 | 360.000         | 10.852          | 4.757   | 6.095               | 30,1                                 | 13,2                                  | 16,9                           |
| 1935 | 363.000         | 11.735          | 4.976   | 6.759               | 32,3                                 | 13,7                                  | 18,6                           |
| 1936 | 367.000         | 12.727          | 4.656   | 8.071               | 34,7                                 | 12,7                                  | 22,0                           |
| 1937 | 371.000         | 10.954          | 6.334   | 4.620               | 29,5                                 | 17,1                                  | 12,5                           |
| 1938 | 376.000         | 11.804          | 5.445   | 6.359               | 31,4                                 | 14,5                                  | 16,9                           |
| 1939 | 393.000         | 12.214          | 5.519   | 6.695               | 31,1                                 | 14,0                                  | 17,0                           |
| 1940 | 401.000         | 13.254          | 4.678   | 8.576               | 33,1                                 | 11,7                                  | 21,4                           |
| 1941 | 409.000         | 11.402          | 5.058   | 6.344               | 27,9                                 | 12,4                                  | 15,5                           |
| 1942 | 412.000         | 9.221           | 6.747   | 2.474               | 22,4                                 | 16,4                                  | 6,0                            |
| 1943 | 416.000         | 12.405          | 5.155   | 7.250               | 29,8                                 | 12,4                                  | 17,4                           |
| 1944 | 425.000         | 14.330          | 4.263   | 10.067              | 33,7                                 | 10,0                                  | 23,7                           |
| 1945 | 435.000         | 13.269          | 4.111   | 9.158               | 30,5                                 | 9,5                                   | 21,1                           |
| 1946 | 447.000         | 14.482          | 3.793   | 10.689              | 32,4                                 | 11,0                                  | 23,9                           |
| 1947 | 458.000         | 15.158          | 3.875   | 11.283              | 33,1                                 | 11,0                                  | 24,6                           |
| 1948 | 477.000         | 15.078          | 5.250   | 9.828               | 31,6                                 | 11,0                                  | 20,6                           |
| 1949 | 485.000         | 13.234          | 5.290   | 7.944               | 27,3                                 | 11,0                                  | 16,4                           |
| 1950 | 494.000         | 14.517          | 5.340   | 9.187               | 29,4                                 | 11,0                                  | 18,6                           |
| 1951 | 502.000         | 14.403          | 5.370   | 9.043               | 28,7                                 | 10,5                                  | 18,0                           |
| 1952 | 508.000         | 13.358          | 5.380   | 7.968               | 26,3                                 | 10,5                                  | 15,7                           |
| 1953 | 515.000         | 13.446          | 5.410   | 8.036               | 26,1                                 | 10,5                                  | 15,6                           |
| 1954 | 523.000         | 13.893          | 5.490   | 8.403               | 26,6                                 | 10,5                                  | 16,1                           |
| 1955 | 530.000         | 13.747          | 5.570   | 8.177               | 25,9                                 | 10,5                                  | 15,4                           |
| 1956 | 536.000         | 13.875          | 5.630   | 8.215               | 25,9                                 | 10,5                                  | 15,3                           |
| 1957 | 546.000         | 14.100          | 5.730   | 8.350               | 25,8                                 | 10,5                                  | 15,3                           |
| 1958 | 558.000         | 14.320          | 5.860   | 8.480               | 25,7                                 | 10,5                                  | 15,2                           |
| 1959 | 567.000         | 14.411          | 5.950   | 8.491               | 25,4                                 | 10,5                                  | 15,0                           |
| 1960 | 573.000         | 14.500          | 6.020   | 8.510               | 25,3                                 | 10,5                                  | 14,9                           |
| 1961 | 575.000         | 15.059          | 6.206   | 8.853               | 26,2                                 | 10,8                                  | 15,4                           |
| 1962 | 577.000         | 14.787          | 6.101   | 8.686               | 25,6                                 | 10,6                                  | 15,0                           |
| 1963 | 582.000         | 14.602          | 6.079   | 8.523               | 25,1                                 | 10,4                                  | 14,6                           |
| 1964 | 587.000         | 14.224          | 6.206   | 8.018               | 24,2                                 | 10,6                                  | 13,7                           |
| 1965 | 591.000         | 13.707          | 6.061   | 7.646               | 23,2                                 | 10,3                                  | 12,9                           |
| 1966 | 595.000         | 13.250          | 5.991   | 7.259               | 22,3                                 | 10,1                                  | 12,2                           |
| 1967 | 599.000         | 12.788          | 5.971   | 6.817               | 21,3                                 | 10,0                                  | 11,4                           |
| 1968 | 604.000         | 12.403          | 5.958   | 6.445               | 20,5                                 | 9,9                                   | 10,7                           |
| 1969 | 609.000         | 12.046          | 5.946   | 6.100               | 19,8                                 | 9,8                                   | 10,0                           |
| 1970 | 614.000         | 11.801          | 5.998   | 5.803               | 19,2                                 | 9,8                                   | 9,4                            |
| 1971 | 620.000         | 11.641          | 5.983   | 5.658               | 18,8                                 | 9,7                                   | 9,1                            |
| 1972 | 627.000         | 11.620          | 6.043   | 5.577               | 18,5                                 | 9,6                                   | 8,9                            |
| 1973 | 634.000         | 11.600          | 6.047   | 5.553               | 18,3                                 | 9,5                                   | 8,8                            |
| 1974 | 630.000         | 10.578          | 6.900   | 3.678               | 16,8                                 | 11,0                                  | 5,8                            |
| 1975 | 610.000         | 9.768           | 4.823   | 4.945               | 16,0                                 | 7,9                                   | 8,1                            |
| 1976 | 599.000         | 11.194          | 5.148   | 6.046               | 18,7                                 | 8,6                                   | 10,1                           |
| 1977 | 599.000         | 10.951          | 5.445   | 5.506               | 18,3                                 | 9,1                                   | 9,2                            |
| 1978 | 601.000         | 11.299          | 5.048   | 6.251               | 18,8                                 | 8,4                                   | 10,4                           |
| 1979 | 605.000         | 11.920          | 5.083   | 6.837               | 19,7                                 | 8,4                                   | 11,3                           |
| 1980 | 611.000         | 12.464          | 5.682   | 6.782               | 20,4                                 | 9,3                                   | 11,1                           |
| 1981 | 618.000         | 12.111          | 5.190   | 6.921               | 19,6                                 | 8,4                                   | 11,2                           |
| 1982 | 625.000         | 12.985          | 5.307   | 7.678               | 20,8                                 | 8,5                                   | 12,3                           |
| 1983 | 632.000         | 13.078          | 5.433   | 7.645               | 20,7                                 | 8,6                                   | 12,1                           |
| 1984 | 640.000         | 13.182          | 5.119   | 8.063               | 20,6                                 | 8,0                                   | 12,6                           |
| 1985 | 648.000         | 12.622          | 5.502   | 7.120               | 19,5                                 | 8,5                                   | 11,0                           |
| 1986 | 654.000         | 12.753          | 5.494   | 7.259               | 19,5                                 | 8,4                                   | 11,1                           |
| 1987 | 660.000         | 12.331          | 5.869   | 6.462               | 18,7                                 | 8,9                                   | 9,8                            |
| 1988 | 665.000         | 12.753          | 5.845   | 6.908               | 19,2                                 | 8,8                                   | 10,4                           |
| 1989 | 671.000         | 12.141          | 5.702   | 6.439               | 18,1                                 | 8,5                                   | 9,6                            |

1 Os números de nascimentos e mortes de 1901 a 1932 são estimativas calculadas a partir das taxas de nascimento e morte.

### Área sob o controle efetivo da República de Chipre

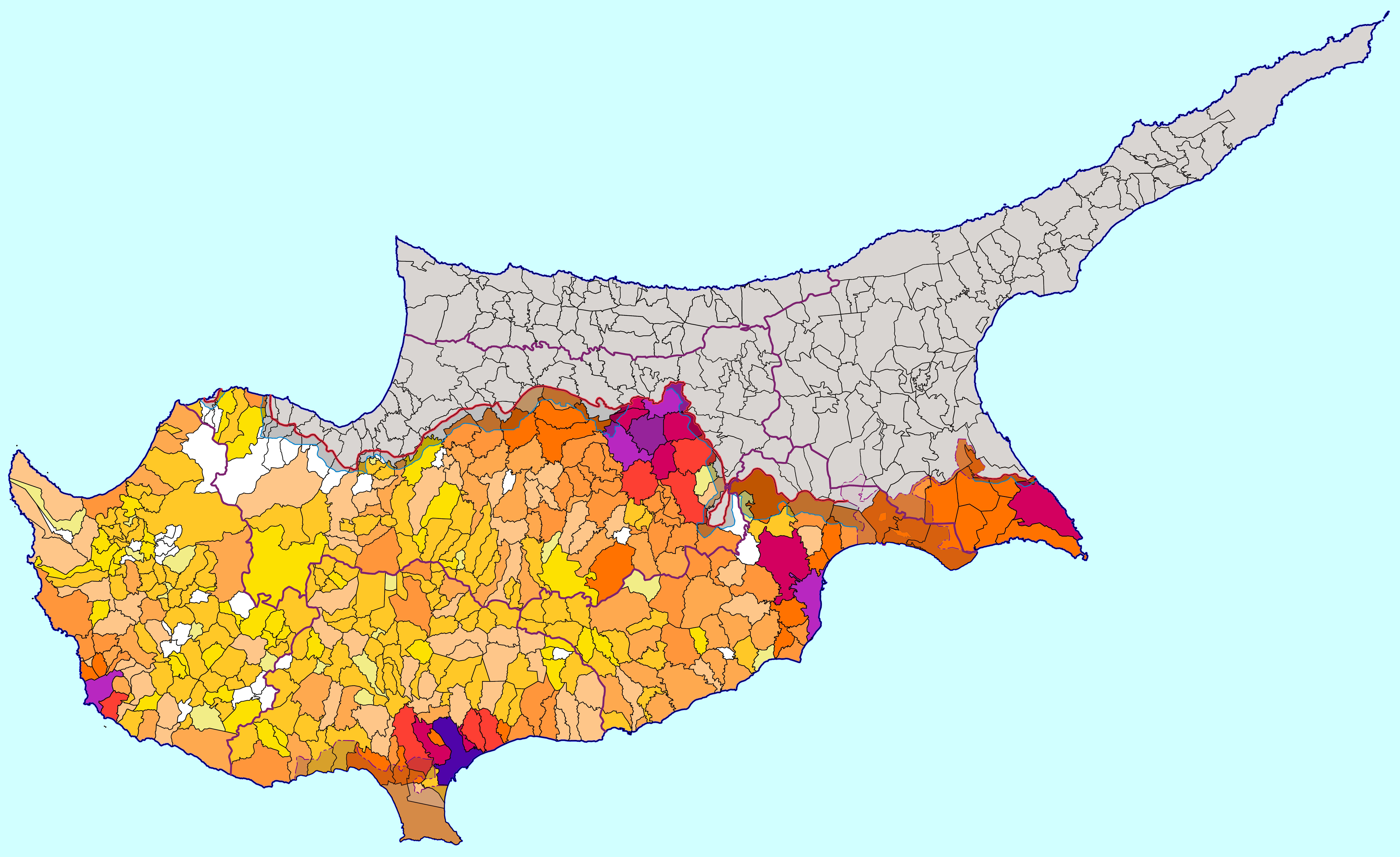
Mapa da população de Chipre. As cores mais escuras representam mais residentes.

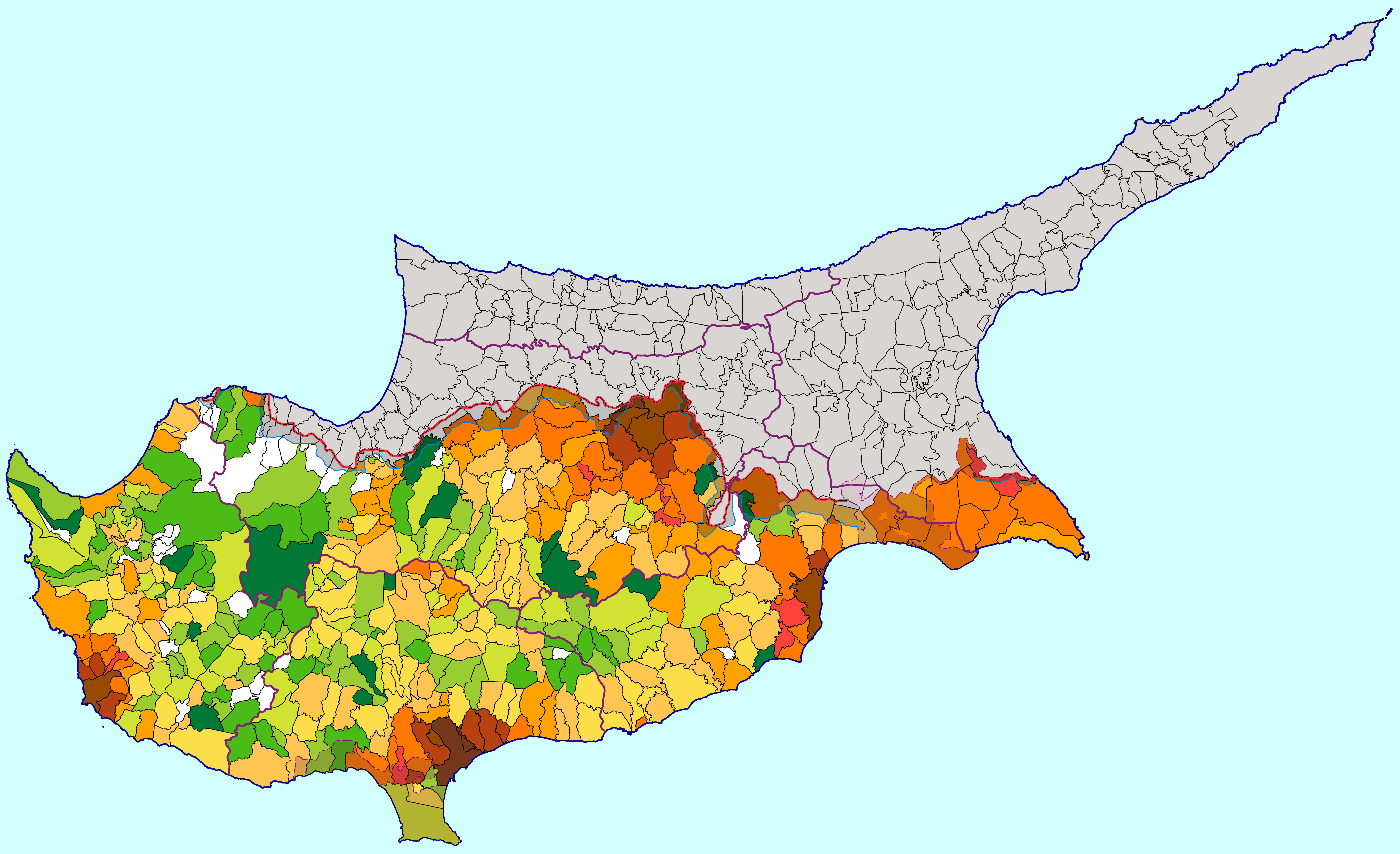
Mapa de densidade populacional do Chipre (censo de 2001)

Dados históricos sobre os principais indicadores demográficos de 1990 a 2018, para a parte sul da ilha:
|      | População média | Nascidos vivos | Óbitos | Crescimento natural | Taxa bruta de natalidade (por 1.000) | Taxa bruta de mortalidade (por 1.000) | Crescimento natural (por 1.000) | Taxa de fertilidade total | Taxa de mortalidade infantil |
| ---- | --------------- | -------------- | ------ | ------------------- | ------------------------------------ | ------------------------------------- | ------------------------------- | ------------------------- | ---------------------------- |
| 1990 | 579.400         | 10.622         | 4.844  | 5.778               | 18,3                                 | 8,4                                   | 10,0                            | 2,42                      | 11,0                         |
| 1991 | 594.900         | 10.442         | 5.075  | 5.367               | 17,6                                 | 8,5                                   | 9,0                             | 2,33                      | 11,0                         |
| 1992 | 610.600         | 11.372         | 5.220  | 6.152               | 18,6                                 | 8,5                                   | 10,1                            | 2,49                      | 10,0                         |
| 1993 | 625.800         | 10.514         | 4.789  | 5.725               | 16,8                                 | 7,7                                   | 9,1                             | 2,24                      | 8,6                          |
| 1994 | 639.000         | 10.379         | 4.924  | 5.455               | 16,2                                 | 7,7                                   | 8,5                             | 2,17                      | 8,6                          |
| 1995 | 650.700         | 9.869          | 4.935  | 4.934               | 15,2                                 | 7,6                                   | 7,6                             | 2,03                      | 8,5                          |
| 1996 | 660.900         | 9.638          | 4.958  | 4.680               | 14,6                                 | 7,5                                   | 7,1                             | 1,96                      | 8,3                          |
| 1997 | 670.400         | 9.275          | 5.173  | 4.102               | 13,8                                 | 7,7                                   | 6,1                             | 1,87                      | 8,0                          |
| 1998 | 678.900         | 8.879          | 5.432  | 3.447               | 13,1                                 | 8,0                                   | 5,1                             | 1,76                      | 7,0                          |
| 1999 | 686.400         | 8.505          | 5.070  | 3.435               | 12,4                                 | 7,4                                   | 5,0                             | 1,67                      | 6,0                          |
| 2000 | 693.600         | 8.447          | 5.355  | 3.092               | 12,2                                 | 7,7                                   | 4,5                             | 1,64                      | 5,6                          |
| 2001 | 701.300         | 8.167          | 4.827  | 3.340               | 11,6                                 | 6,9                                   | 4,8                             | 1,57                      | 4,9                          |
| 2002 | 709.100         | 7.883          | 5.168  | 2.715               | 11,1                                 | 7,3                                   | 3,8                             | 1,49                      | 4,7                          |
| 2003 | 717.800         | 8.088          | 5.200  | 2.888               | 11,3                                 | 7,2                                   | 4,0                             | 1,51                      | 4,1                          |
| 2004 | 727.500         | 8.309          | 5.225  | 3.084               | 11,4                                 | 7,2                                   | 4,2                             | 1,52                      | 3,5                          |
| 2005 | 738.100         | 8.243          | 5.425  | 2.818               | 11,2                                 | 7,3                                   | 3,8                             | 1,48                      | 4,6                          |
| 2006 | 750.300         | 8.731          | 5.127  | 3.604               | 11,6                                 | 6,8                                   | 4,8                             | 1,52                      | 3,1                          |
| 2007 | 766.400         | 8.575          | 5.380  | 3.195               | 11,2                                 | 7,0                                   | 4,2                             | 1,44                      | 3,1                          |
| 2008 | 785.700         | 9.205          | 5.194  | 4.011               | 11,7                                 | 6,6                                   | 5,1                             | 1,48                      | 3,5                          |
| 2009 | 807.100         | 9.608          | 5.182  | 4.426               | 11,9                                 | 6,4                                   | 5,5                             | 1,48                      | 3,3                          |
| 2010 | 827.700         | 9.801          | 5.103  | 4.698               | 11,8                                 | 6,2                                   | 5,7                             | 1,44                      | 3,2                          |
| 2011 | 849.000         | 9.622          | 5.504  | 4.118               | 11,3                                 | 6,5                                   | 4,9                             | 1,35                      | 3,1                          |
| 2012 | 863.900         | 10.161         | 5.665  | 4.496               | 11,8                                 | 6,6                                   | 5,2                             | 1,39                      | 3,5                          |
| 2013 | 861.900         | 9.341          | 5.141  | 4.200               | 10,8                                 | 6,0                                   | 4,9                             | 1,30                      | 1,6                          |
| 2014 | 853.200         | 9.258          | 5.424  | 3.834               | 10,9                                 | 6,4                                   | 4,5                             | 1,31                      | 2,1                          |
| 2015 | 843.100         | 9.170          | 5.859  | 3.311               | 10,9                                 | 6,9                                   | 39                              | 1,32                      | 2,7                          |
| 2016 | 849.800         | 9.455          | 5.471  | 3.984               | 11,1                                 | 6,4                                   | 4,7                             | 1,37                      | 2,6                          |
| 2017 | 860.200         | 9.229          | 5.996  | 3.233               | 10,7                                 | 7,0                                   | 3,8                             | 1,32                      | 1,3                          |
| 2018 | 870.800         | 9.329          | 5.768  | 3.561               | 10,7                                 | 6,6                                   | 4,1                             | 1,32                      | 2,4                          |
| 2019 | 880.600         | 9.548          | 6.239  | 3.309               | 10,8                                 | 7,1                                   | 3,8                             | 1,33                      | 2,6                          |
| 2020 | 896.000         | 9.860          | 6.381  | 3.479               | 11,0                                 | 7,1                                   | 3,9                             | 1,36                      | 2,1                          |
| 2021 | 904.700         | 10.309         | 7.202  | 3.107               | 11,2                                 | 7,9                                   | 3,3                             | 1.39                      | 2,7                          |
| 2022 | 920.700         | 10.151         | 7.255  | 2.896               | 11,0                                 | 7,9                                   | 3,1                             |                           |                              |

### Estatísticas vitais atuais
| Período                 | Nascidos vivos | Óbitos        | Crescimento natural |
| ----------------------- | -------------- | ------------- | ------------------- |
| Janeiro à junho de 2022 | 4.667          | 3.819         | +848                |
| Janeiro à junho de 2023 | 4.849          | 3.516         | +1.333              |
| Diferença               | +182 (+3,90%)  | -303 (−7,93%) | +485                |

### Expectativa de vida
| Período   | Expectativa de vida em anos | Período   | Expectativa de vida em anos |
| --------- | --------------------------- | --------- | --------------------------- |
| 1950–1955 | 66,7                        | 1985–1990 | 76,1                        |
| 1955–1960 | 70,4                        | 1990–1995 | 76,9                        |
| 1960–1965 | 71,9                        | 1995–2000 | 77,7                        |
| 1965–1970 | 73,1                        | 2000–2005 | 78,3                        |
| 1970–1975 | 74,3                        | 2005–2010 | 79,0                        |
| 1975–1980 | 75,3                        | 2010–2015 | 79,9                        |
| 1980–1985 | 76,1                        |           |                             |

Expectativa de vida no Chipre desde 1895

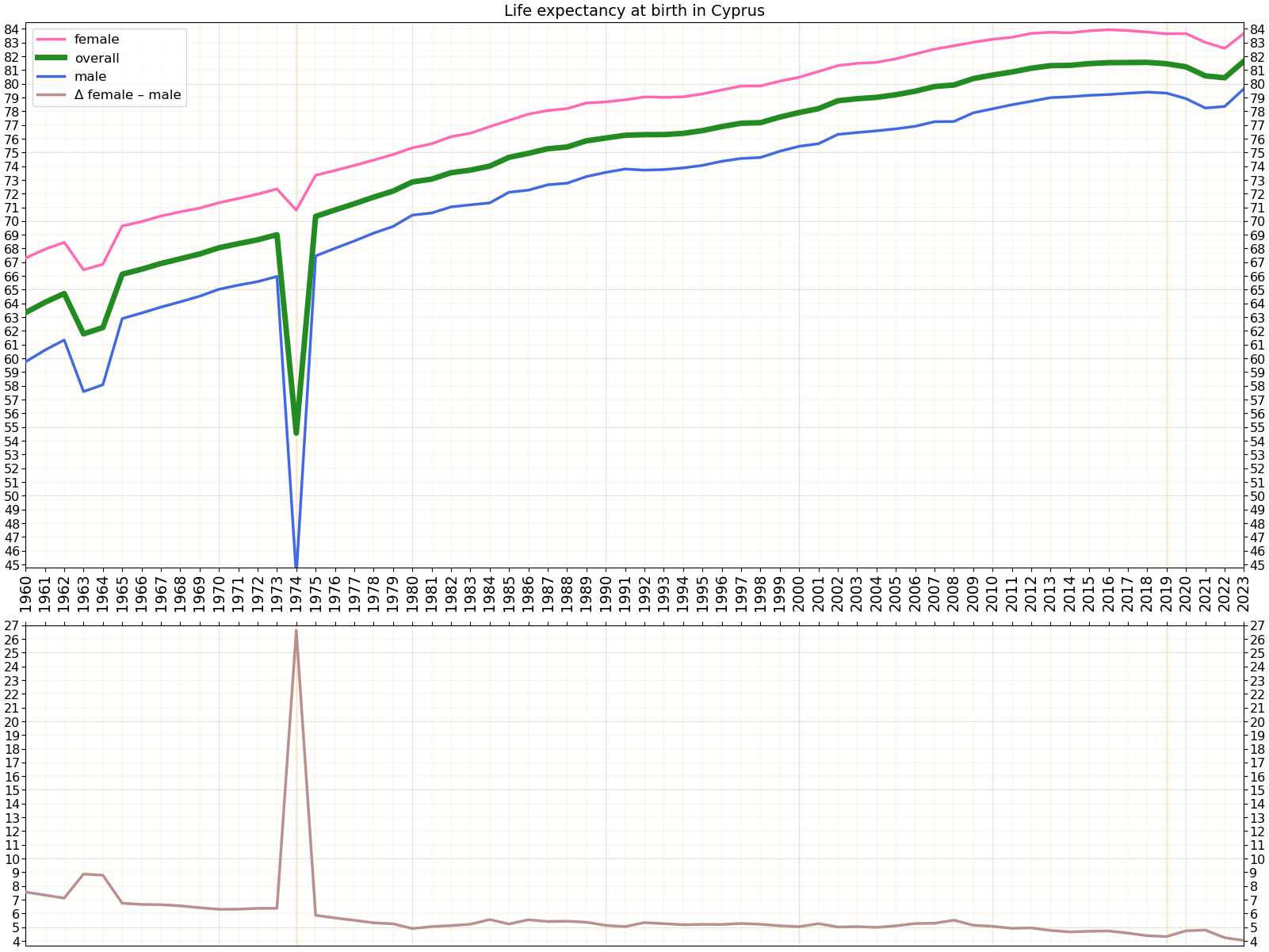
Expectativa de vida no Chipre desde 1960 por gênero

Fonte: UN World Population Prospects

### Estrutura populacional
Estrutura da população (Censo 01.X.2011). Os dados referem-se a áreas controladas pelo governo:
| Faixa etária | Masculino | Feminino | Total   | %          |
| ------------ | --------- | -------- | ------- | ---------- |
| Total        | 408 780   | 431 627  | 840 407 | 100        |
| 0-4          | 23 061    | 21 954   | 45 015  | 5,36       |
| 5-9          | 21 921    | 20 714   | 42 635  | 5,07       |
| 10-14        | 24 179    | 23 119   | 47 298  | 5,63       |
| 15-19        | 28 683    | 27 135   | 55 818  | 6,64       |
| 20-24        | 33 891    | 32 182   | 66 073  | 7,86       |
| 25-29        | 36 992    | 37 122   | 74 114  | 8,82       |
| 30-34        | 33 149    | 36 685   | 69 834  | 8,31       |
| 35-39        | 27 754    | 34 108   | 61 862  | 7,36       |
| 40-44        | 27 031    | 32 697   | 59 728  | 7,11       |
| 45-49        | 27 059    | 30 181   | 57 240  | 6,81       |
| 50-54        | 27 517    | 28 611   | 56 128  | 6,68       |
| 55-59        | 23 771    | 23 991   | 47 762  | 5,68       |
| 60-64        | 22 057    | 22 977   | 45 034  | 5,36       |
| 65-69        | 17 656    | 18 672   | 36 328  | 4,32       |
| 70-74        | 14 044    | 15 389   | 29 433  | 3,50       |
| 75-79        | 9 647     | 11 411   | 21 058  | 2,51       |
| 80+          | 10 342    | 14 606   | 24 948  | 2,97       |
| desconhecido | 26        | 73       | 99      | 0,01       |
| Faixa etária | Masculino | Feminino | Total   | Percentual |
| 0-14         | 69 161    | 65 787   | 134 948 | 16,06      |
| 15-64        | 287 904   | 305 689  | 593 593 | 70,63      |
| 65+          | 51 689    | 60 078   | 111 767 | 13,30      |

Estimativas de população por sexo e faixa etária (01.I.2021). Os dados referem-se a áreas controladas pelo governo:
| Faixa etária | Masculino | Feminino | Total   | %          |
| ------------ | --------- | -------- | ------- | ---------- |
| Total        | 437 650   | 458 357  | 896 007 | 100        |
| 0–4          | 24 397    | 23 215   | 47 612  | 5,31       |
| 5–9          | 25 158    | 23 494   | 48 652  | 5,43       |
| 10–14        | 24 346    | 23 093   | 47 439  | 5,29       |
| 15–19        | 24 300    | 23 883   | 48 183  | 5,38       |
| 20–24        | 30 113    | 31 925   | 62 038  | 6,92       |
| 25–29        | 36 723    | 38 452   | 75 175  | 8,39       |
| 30–34        | 37 166    | 38 393   | 75 559  | 8,43       |
| 35–39        | 33 894    | 36 196   | 70 090  | 7,82       |
| 40–44        | 28 988    | 32 142   | 61 130  | 6,82       |
| 45–49        | 25 801    | 27 736   | 53 537  | 5,98       |
| 50–54        | 26 249    | 27 426   | 53 675  | 5,99       |
| 55–59        | 27 023    | 27 722   | 54 745  | 6.11       |
| 60–64        | 25 117    | 25 751   | 50 868  | 5,68       |
| 65-69        | 21 930    | 22 897   | 44 827  | 5,00       |
| 70-74        | 19 071    | 20 847   | 39 918  | 4,46       |
| 75-79        | 12 852    | 15 139   | 27 991  | 3,12       |
| 80-84        | 8 708     | 11 190   | 19 898  | 2,22       |
| 85-89        | 4 101     | 6 295    | 10 396  | 1,16       |
| 90-94        | 1 327     | 1 964    | 3 291   | 0,37       |
| 95-99        | 327       | 507      | 834     | 0,09       |
| 100+         | 59        | 90       | 149     | 0,02       |
| Faixa etária | Masculino | Feminino | Total   | Percentual |
| 0–14         | 73 901    | 69 802   | 143 703 | 16,04      |
| 15–64        | 295 374   | 309 626  | 605 000 | 67,52      |
| 65+          | 68 375    | 78 929   | 147 304 | 16,44      |

## População histórica
Os cipriotas turcos eram a maioria da população registrada para tributação entre 1777 e 1800. Entretanto, é provável que a população muçulmana nunca tenha ultrapassado 35-40% da população total de Chipre. Em vez disso, muitos cristãos ortodoxos se registraram como muçulmanos para reduzir a tributação do governo.
| Ano do censo | Gregos | Gregos | Turcos | Turcos | Armênios | Armênios | Maronitas | Maronitas | Outros | Outros | Total   |
| Ano do censo | #      | %      | #      | %      | #        | %        | #         | %         | #      | %      |         |
| ------------ | ------ | ------ | ------ | ------ | -------- | -------- | --------- | --------- | ------ | ------ | ------- |
| 1777         | 37.000 | 44,0%  | 47.000 | 56,0%  | -        | -        | -         | -         | -      | -      | 84.000  |
| 1790         | 47.500 | 41,5%  | 67.000 | 58,5%  | -        | -        | -         | -         | -      | -      | 114.500 |
| 1793         | 46.392 | 39,3%  | 67.000 | 58,8%  | -        | -        | -         | -         | 4.608  | 3,9%   | 118.000 |
| 1800         | 30.524 | 31,3%  | 67.000 | 68,7%  | -        | -        | -         | -         | -      | -      | 97.524  |

| Ano do censo | Gregos  | Gregos | Turcos  | Turcos | Armênios | Armênios | Maronitas | Maronitas | Outros | Outros | Total   |
| Ano do censo | #       | %      | #       | %      | #        | %        | #         | %         | #      | %      | Total   |
| ------------ | ------- | ------ | ------- | ------ | -------- | -------- | --------- | --------- | ------ | ------ | ------- |
| 1881         | 137.631 | 73,9%  | 45.458  | 24,4%  | 174      | 0,1%     | 830       | 0,4%      | 1.738  | 0,9%   | 186,173 |
| 1891         | 158.585 | 75,8%  | 47.926  | 22,9%  | 280      | 0,1%     | 1.131     | 0,5%      | 1.364  | 0,7%   | 209.286 |
| 1901         | 182.739 | 77,1%  | 51.309  | 21,6%  | 517      | 0,2%     | 1.130     | 0,5%      | 1.327  | 0,6%   | 237.022 |
| 1911         | 214.480 | 78,2%  | 56.428  | 20,6%  | 558      | 0,2%     | 1.073     | -         | 1.569  | -      | 274.108 |
| 1921         | 244.887 | 78,8%  | 61.339  | 19,7%  | 1.197    | 0,4%     | 1.350     | -         | 1.942  | -      | 310.715 |
| 1931         | 276.572 | 79,5%  | 64.238  | 18,5%  | 3.377    | 1%       | 1.704     | -         | 2.068  | -      | 347.959 |
| 1946         | 361.199 | 80,2%  | 80.548  | 17,9%  | 3.686    | 0,8%     | 2.083     | -         | 2.598  | -      | 450.114 |
| 1960         | 442.363 | 77,1%  | 104.333 | 18,2%  | 3.630    | -        | 2.752     | -         | 20.488 | -      | 573.566 |
| 2011         | 659.115 | 98,8%  | 1.128   | 0,2%   | 1.831    | 0,3%     | 3.656     | 0,5%      | 1.460  | 0,2%   | 667.398 |

1. ↑  no território controlado pela República do Chipre

No censo de 1881 a 1960, todos os muçulmanos são contados como turcos, e somente os gregos ortodoxos são contados como gregos. Havia pequenas populações de muçulmanos que falavam grego e ortodoxos gregos que falavam turco.
No total, entre 1955 e 1973, 16.519 turcos e 71.036 gregos emigraram do país. Dos cipriotas turcos emigrados nesse período, apenas 290 foram para a Turquia. No censo de 2011, 208 pessoas declararam sua origem étnica como sendo latina.

## Fertilidade
Em 2020, 39% das crianças nascidas no Chipre eram de mães de origem estrangeira, tanto de países não pertencentes à UE quanto de outros estados-membros da UE.

## Imigração
Mudanças demográficas em grande escala foram causadas desde 1964 pelos movimentos de pessoas em toda a ilha e pelo posterior influxo de colonos da Turquia para o norte do Chipre. De acordo com o Censo de 2011, há 170.383 não cidadãos vivendo no Chipre, dos quais 106.270 são cidadãos da UE e 64.113 são de países terceiros. Os maiores grupos da UE por nacionalidade são gregos (29.321), romenos (23.706) e búlgaros (18.536). Os maiores grupos de não pertencentes à UE são britânicos (24.046), filipinos (9.413), russos (8.164), cingaleses (7.269) e vietnamitas (7.028). Estima-se que de 20 a 25.000 migrantes sem documentos de países terceiros também vivam na República, embora os grupos de direitos dos migrantes contestem esses números. As mudanças demográficas na sociedade levaram a alguns incidentes racistas, e à formação da instituição de caridade KISA em resposta.
O caráter demográfico do norte do Chipre mudou após a invasão turca em 1974 e, principalmente, nos últimos 10 a 15 anos. O censo da TRNC realizado em abril de 2006 mostrou que, de uma população total de 256.644 pessoas no norte do Chipre, 132.635, ou 52%, eram cipriotas turcos, no sentido de que nasceram no Chipre de pelo menos um dos pais cipriotas (para 120.007 deles, ambos os pais eram cipriotas). Além disso, 43.062 dos chamados cidadãos da TRNC (17%) tinham pelo menos um dos pais não cipriota nascido na Turquia, 2.334 dos chamados cidadãos da TRNC (1%) tinham pais nascidos em outros países, 70.525 residentes (27%) tinham cidadania turca e 8.088 (3%) eram cidadãos de outros países (principalmente Reino Unido, Bulgária e Irã).
Com base nesses dados do censo, estima-se que 113.687 residentes do norte do Chipre, ou 44% da população, não são cipriotas turcos propriamente ditos, mas são de fato "imigrantes turcos" ou "colonos turcos" da Anatólia. Fontes alternativas sugerem que os cipriotas turcos no norte do Chipre estão hoje em maior número do que os colonos turcos, ao contrário do quadro apresentado pelo chamado censo da TRNC de 2006.
O assentamento no norte do Chipre, especialmente se acompanhado de naturalização, viola o artigo 49 do Protocolo de Convenções de Genebra de 1977, uma vez que a ocupação turca foi declarada ilegal pela ONU. A Assembleia Geral da ONU declarou que o assentamento de cipriotas turcos no continente "constitui uma forma de colonialismo e uma tentativa de alterar ilegalmente a estrutura demográfica do Chipre". A República do Chipre considera esses imigrantes turcos como "colonos ilegais" e não os inclui nas estimativas populacionais de toda a ilha publicadas pelo Serviço de Estatística da República do Chipre.

## Emigração
Segundo os dados do EUROSTAT de 2017, a República Presidencial do Chipre ficou em segundo lugar na União Europeia, com uma média de 18 emigrantes por 1.000 habitantes naquele ano, perdendo apenas para Luxemburgo (23 emigrantes por 1.000 habitantes). Além disso, em 2018, de acordo com o National Bureau of Statistics, o número de emigrantes (cipriotas ou estrangeiros que passaram pelo menos um ano na ilha-estado) aumentou ligeiramente para 15.340, de 15.105 em 2017. Desses, 4.859 eram migrantes com cidadania de outro estado europeu, 9.089 eram cidadãos de fora da UE e apenas 1.157 eram cipriotas, a maioria deles jovens migrantes que enfrentam uma taxa de desemprego juvenil de 22,4% em comparação com a taxa de desemprego da população em geral de 10,4%.
Os principais países de destino da emigração do Chipre são o Reino Unido, especialmente para os jovens (11.471 em 2013), a Austrália, os Estados Unidos, a Turquia e a Grécia.

## Grupo de nacionalidades
As identidades nacionais da população da área sob o controle da República do Chipre são:
- 98.8%: Cipriota grego[39]
- 1%: outros, incluindo maronitas, outros libaneses, armênios e cipriotas turcos
- 0,2%: não especificado

| Grupo étnico             | %     | Habitantes |
| ------------------------ | ----- | ---------- |
| Grécia                   | 17,3% | 31.044     |
| Reino Unido              | 14,8% | 26.659     |
| Roménia                  | 13,6% | 24.376     |
| Bulgária                 | 10,7% | 19.197     |
| Filipinas                | 10,7% | 19.197     |
| Rússia                   | 4,8%  | 8.663      |
| Sri Lanka                | 4,1%  | 7.350      |
| Vietname                 | 4,0%  | 7.102      |
| Síria                    | 1,8%  | 3.235      |
| Ucrânia                  | 1,7%  | 3.023      |
| Índia                    | 1,6%  | 2.955      |
| Polónia                  | 1,6%  | 2.951      |
| Geórgia                  | 1,2%  | 2.113      |
| Alemanha                 | 0,6%  | 1.162      |
| Outros países da UE      | 4%    | 7.035      |
| Outros países fora da UE | 12%   | 22.938     |

Um fluxo de imigrantes israelenses foi relatado no início da década de 2020, totalizando 12.000 em abril de 2024, de acordo com estimativas israelenses.

## Idiomas
| Idiomas do Chipre (2011) (áreas controladas pelo governo do Chipre) | Idiomas do Chipre (2011) (áreas controladas pelo governo do Chipre) | Idiomas do Chipre (2011) (áreas controladas pelo governo do Chipre) | Idiomas do Chipre (2011) (áreas controladas pelo governo do Chipre) | Idiomas do Chipre (2011) (áreas controladas pelo governo do Chipre) |
| ------------------------------------------------------------------- | ------------------------------------------------------------------- | ------------------------------------------------------------------- | ------------------------------------------------------------------- | ------------------------------------------------------------------- |
| Idioma                                                              |                                                                     |                                                                     |                                                                     |                                                                     |
| Grego (oficial)                                                     | Grego (oficial)                                                     |                                                                     | 80,9%                                                               | 80,9%                                                               |
| Outro                                                               | Outro                                                               |                                                                     | 4,3%                                                                | 4,3%                                                                |
| Inglês                                                              | Inglês                                                              |                                                                     | 4,1%                                                                | 4,1%                                                                |
| Romeno                                                              | Romeno                                                              |                                                                     | 2,9%                                                                | 2,9%                                                                |
| Russo                                                               | Russo                                                               |                                                                     | 2,5%                                                                | 2,5%                                                                |
| Búlgaro                                                             | Búlgaro                                                             |                                                                     | 2,2%                                                                | 2,2%                                                                |
| Árabe                                                               | Árabe                                                               |                                                                     | 1,2%                                                                | 1,2%                                                                |
| Filipino                                                            | Filipino                                                            |                                                                     | 1,1%                                                                | 1,1%                                                                |
| Não especificado                                                    | Não especificado                                                    |                                                                     | 0,6%                                                                | 0,6%                                                                |
| Turco (oficial)                                                     | Turco (oficial)                                                     |                                                                     | 0,2%                                                                | 0,2%                                                                |

O grego e o turco são os idiomas oficiais segundo o artigo 3 da Constituição do Chipre. No Chipre do Norte, o idioma oficial é o turco (artigo 2 da Constituição do Chipre do Norte de 1983). O inglês é amplamente falado na ilha.

## Religião
| Religiões do Chipre (2012) (áreas controladas pelo governo do Chipre) | Religiões do Chipre (2012) (áreas controladas pelo governo do Chipre) | Religiões do Chipre (2012) (áreas controladas pelo governo do Chipre) | Religiões do Chipre (2012) (áreas controladas pelo governo do Chipre) | Religiões do Chipre (2012) (áreas controladas pelo governo do Chipre) |
| --------------------------------------------------------------------- | --------------------------------------------------------------------- | --------------------------------------------------------------------- | --------------------------------------------------------------------- | --------------------------------------------------------------------- |
| Religiões                                                             |                                                                       |                                                                       | percent                                                               |                                                                       |
| Cristãos Ortodoxos                                                    | Cristãos Ortodoxos                                                    |                                                                       | 89,1%                                                                 | 89,1%                                                                 |
| Católicos romanos                                                     | Católicos romanos                                                     |                                                                       | 2,9%                                                                  | 2,9%                                                                  |
| Protestantes/Anglicanos                                               | Protestantes/Anglicanos                                               |                                                                       | 2%                                                                    | 2%                                                                    |
| Islã                                                                  | Islã                                                                  |                                                                       | 1,8%                                                                  | 1,8%                                                                  |
| Outras (inclui Maronitas, Igreja Apostólica Armênia, Hindu)           | Outras (inclui Maronitas, Igreja Apostólica Armênia, Hindu)           |                                                                       | 1,4%                                                                  | 1,4%                                                                  |
| Desconhecida                                                          | Desconhecida                                                          |                                                                       | 1,1%                                                                  | 1,1%                                                                  |
| Budista                                                               | Budista                                                               |                                                                       | 1%                                                                    | 1%                                                                    |
| Nenhuma/Ateísta                                                       | Nenhuma/Ateísta                                                       |                                                                       | 0,6%                                                                  | 0,6%                                                                  |

A comunidade cipriota grega adere à Igreja Ortodoxa Grega Autocéfala de Chipre e a comunidade cipriota turca adere ao Islã. Os grupos religiosos de armênios, maronitas e latinos (cerca de 9.000 pessoas no total) optaram, de acordo com a constituição de 1960, por pertencer à comunidade cipriota grega.
O censo de 2011 da área controlada pelo governo observa que 89,1% da população segue o cristianismo ortodoxo grego, 2,9% são católicos romanos, 2% são protestantes, 1,8% são muçulmanos e 1% são budistas; católicos maronitas, ortodoxos armênios, judeus, testemunhas de Jeová e baha'is compõem o restante. O Chipre também é o lar de 6.000 judeus que têm uma sinagoga em Larnaca.

## Ensino
O Chipre tem um sistema bem desenvolvido de educação primária e secundária. A maioria dos cipriotas faz o ensino superior em universidades gregas, britânicas ou americanas, e há também comunidades consideráveis de emigrantes no Reino Unido e na Austrália. As comunidades turca e grega desenvolveram faculdades particulares e universidades com apoio estatal.

## Estatísticas demográficas
As estatísticas demográficas a seguir são do CIA World Factbook, salvo indicação em contrário.
Os dados nas subseções de pirâmide etária até taxas de divórcio são apenas para a área controlada pelo governo da República do Chipre. As estimativas são para 2007 do Resumo Estatístico da República do Chipre de 2007 (pp. 63-88), salvo indicação em contrário.

### Pirâmide etária

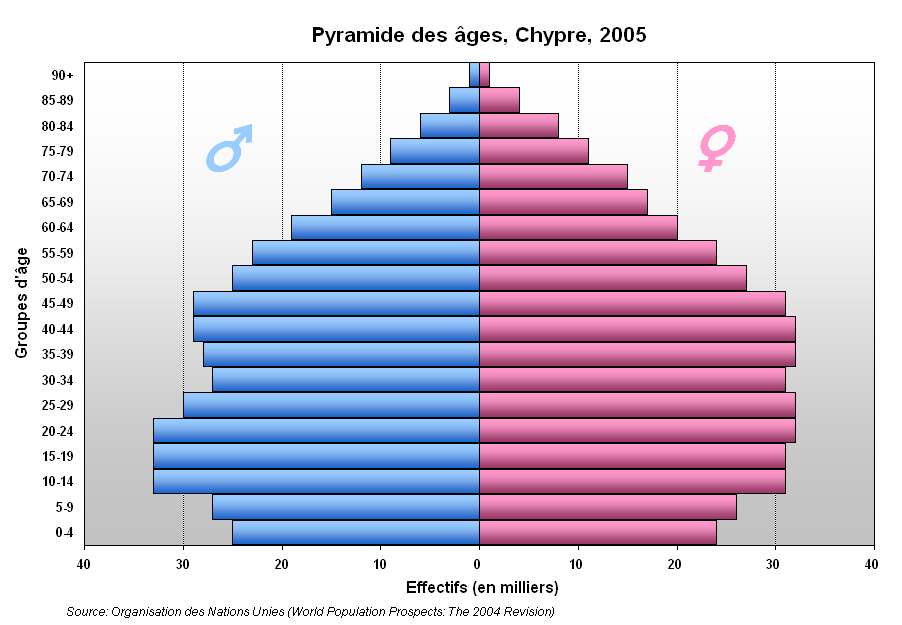
Pirâmide etária da população de Chipre

0-14 anos: 17,47% ou 137.900 (70.700 homens/67.200 mulheres)
15 a 64 anos: 70,07% ou 553.100 (274.300 homens/278.800 mulheres)
65 anos ou mais: 12,46% ou 98.300 (44.600 homens/53.700 mulheres)

### Taxa de crescimento populacional
1,4%

### Taxa de migração líquida
Total de imigrantes: 19.143
Total de emigrantes: 11.753
Migração líquida: +7.390
Taxa de migração líquida: 9,4 migrante(s)/1.000 habitantes

### Proporção por sexo
No nascimento: 1.086 homem(es)/mulher(es)
Menos de 15 anos: 1,05 homem(es)/mulher(es)
15-64 anos: 0,98 homem(es)/mulher(es)
65 anos ou mais: 0,83 homem(es)/mulher(es)
População total: 0,99 homem(es)/mulher(es)

### Taxas de matrimônio
Estimativas para 2006
Número de casamentos:
Casamentos de residentes do Chipre: 5,252
Total de casamentos (incluindo turistas): 12,617
Taxas de matrimônio:
Residentes do Chipre: 6,8/1.000 habitantes
Total de casamentos (incluindo turistas): 16,4/1.000 habitantes
Idade média no casamento:
Noivo 33,7
Noiva 30,5

### Taxas de divórcio
Total de divórcios: 2,000
Taxa de divórcio: 2,27/1.000 habitantes

### Nacionalidade
Substantivo: cipriota(s)
Adjetivo: Cipriota

### HIV/AIDS
Taxa de prevalência em adultos: 0,1% (est. 2003)
Pessoas vivendo com HIV/AIDS: menos de 1.000 (estimativa de 1999); 518 casos relatados entre 1986 e 2006 (58% cipriotas, 42% estrangeiros/visitantes);
Mortes: 85 registradas entre 1986 e 2006.
"As informações apresentadas aqui dizem respeito apenas a uma parte do Chipre, devido à ausência de informações confiáveis sobre a ilha como um todo".